# Nansenia obscura
Nansenia obscura är en fiskart som beskrevs av Kobyliansky och Usachev 1992. Nansenia obscura ingår i släktet Nansenia och familjen Microstomatidae. Inga underarter finns listade i Catalogue of Life.